# Jaap Kranenborg
Jaap Kranenborg (Amsterdam, 1951) is een Nederlandse schrijver en vogelaar.

## Levensloop

### Studie en dienstplicht
Kranenborg studeerde geografie aan de Rijksuniversiteit van Utrecht.
Hij was afdelingsbestuurder van de Vereniging van Dienstplichtige Militairen (VVDM) in de Willem de Zwijgerkazerne in Wezep, toen hij in 1972 betrokken was bij de verspreiding van twee pamfletten die door de marechaussée in beslag genomen werden. De reden voor de inbeslagname was dat de pamfletten naar de mening van toenmalige kazernecommandant Felix onkrijgstuchtelijk waren: In een van de pamfletten werd opgeroepen tot het massaal indienen van verzoekschriften om te worden vrijgesteld van een parade die later dat jaar gehouden zou worden ter gelegenheid van het afscheid van dezelfde Felix. In het andere pamflet stond een reactie op een onderzoek naar mogelijk onkrijgstuchtelijke passages in Stomp, het VVDM-afdelingsblad op de kazerne. Kranenborg en een medebestuurder werden hiervoor na verhoor door de marechaussée in voorlopig arrest gesteld. Ondanks dat in de juli-uitgave van Stomp duidelijk vermeld stond dat alle artikelen onder de verantwoordelijkheid vielen van een redactie die uit 150 leden zou bestaan, werden aan het eind van het jaar alleen Kranenborg en drie anderen door de krijgsraad veroordeeld tot het betalen van een geldboete.

### Docentschap
Kranenborg was van 1975 tot 1977 werkzaam als docent aardrijkskunde op het Ashram College in Alphen aan den Rijn, alvorens hij een viertal jaren in Denemarken verbleef. Aldaar studeerde hij aan de universiteit en deed hij journalistiek werk voor een aantal kranten, waaronder de Deense kwaliteitskrant Information. In 1982 keerde Kranenborg terug naar de Ashram College, waarmee hij sindsdien tot aan zijn pensioen in 2016 verbonden is gebleven.

### Schrijverschap
Kranenborg zou zich qua schrijven vanaf de late jaren 1980 op fictie toeleggen. Het literair tijdschrift Sic opende haar tweede nummer van 1992 met een kort verhaal van zijn hand, De pop van de buikspreker. Hij debuteerde in 1999 bij L.J. Veen met de roman De laatste horizon, waarin hij onder andere de jaren waarin hij in Denemarken woonde verwerkte. Kranenborg werd met dit boek door het Genootschap Nederlandse Misdaadauteurs voor de Schaduwprijs genomineerd, een prijs voor de spannendste debuutroman.
Zijn tweede roman Warenhuis van het verleden verscheen in 2000, ook bij L.J. Veen. Daarnaast publiceerde hij vele verhalen in literaire tijdschriften, zoals De Tweede Ronde, Hollands Maandblad, en Tzum. Enkele van die verhalen werden later opgenomen in de verzamelbundels Goed Gebundeld (2000) en Mooi Meegenomen (2002). 
Kranenborg is vogelaar en sinds 2016, het jaar van zijn pensioen, schrijft hij regelmatig artikelen, columns en verhalen over vogels voor diverse media, zoals NRC, Trouw, Het Parool, en Het Vogeljaar. In de Nieuwe Meerbode is hij columnist van het Natuur Dichtbij Huis-column. Hij is lid van Vogelwerkgroep Amsterdam en heeft ook daar een enkele keer gepubliceerd. Het Jaar van de Wilde Eend, wordt-ie toch afgeschoten (2020), zijn pleidooi in het NRC voor het stoppen van de jacht op de kwetsbare wilde eend, leidde tot discussie, tussen onder meer een jager en de Vogelbescherming, en tot Kamervragen. Ook zijn artikelen in Het Parool over de stand van de grutto in Nederland trokken de aandacht.
In februari 2022 kwam zijn roman De Ontgroening van een Eerstejaars Gepensioneerde uit bij uitgeverij Het Spectrum. Naar aanleiding hiervan publiceerden diverse kranten en tijdschriften interviews met en artikels van Kranenborg, waarin hij tips voor aankomende en nieuwbakken pensionado's geeft. Ook werd hij hierover tijdens een radio-uitzending van NPO Radio 5 door Daniël Dekker geïnterviewd.
In oktober 2023 verscheen zijn vierde roman Onder Gepensioneerden, eveneens bij Uitgeverij Het Spectrum.   

## Oeuvre
Ik vertelde je eerder dat ik heel soms het idee heb  een zonderlinge, licht dementerende oude man te worden. Zoals laatst. Bij een mediterraan eetcafé in een winkelcentrum staat een bakje met pico’s en drie variaties hummus. Om te proeven. Tenminste, dat denk ik. Ik pak zo'n pico en doop die in een bakje met rode substantie. Naast mij staat een vrouw die ook zo'n stengeltje in haar mond steekt. Ze kijkt me aan. Opeens bedenk ik dat het mogelijk is dat ik gewoon aan het mee-eten ben van haar bestelling. De schrik slaat me om het hart. De vrouw blijft me aanstaren en vraagt dan:
‘Vindt u het lekker?’
‘Ja, u niet?’
Ze schudt haar hoofd. Terwijl ik wegloop vraag ik me af hoe ik zou reageren als een onbekende oudere man van mijn hapjes mee gaat eten. Misschien zou ik ook wel vragen: ‘Smaakt het?’ of iets in die trant. Ik draai me nog een keer om en zie dat zij nu ook wegloopt. Ze kan het onmogelijk al ophebben, maar het kan nog steeds haar bestelling zijn, want ze vond het immers niet lekker. Later loop ik er met opzet nog een keer langs. Alles staat er nog en tot mijn opluchting zie ik iemand in het voorbijgaan een pico in de hummus dopen.
‘Zie je wel, ik heb het wel goed ingeschat,’ zeg ik hardop. Een passerende man kijkt me vragend aan. Ik verontschuldig me. Doe ik dat vaker, hardop in mezelf praten…? 

### Romans
- De laatste horizon, L.J. Veen (1999), ISBN 9789020457018
- Warenhuis van het verleden, L.J. Veen (2000), ISBN 9789020457261
- De Ontgroening van een Eerstejaars Gepensioneerde, Het Spectrum (2022), ISBN 9789000377633
- Onder Gepensioneerden, Het Spectrum (2023), ISBN  978900039024 3

### Verhalen
Enkele verhalen waarnaar elders is gerefereerd, of die herhaaldelijk zijn gepubliceerd:
- 'De pop van de buikspreker', in Sic (2e nr. van 1992)
- 'De brug', in De Tweede ronde (1995)[15]
- 'Viel Spass mit Dr. Mengele', in De Tweede ronde (1995)[16]
- 'Daders', in Hollands Maandblad (2000)[17]. Deze werd later ook opgenomen in de verzamelbundel Goed Gebundeld, Meulenhoff (2001), ISBN 9789029068949
- ‘Mevrouw Blom’, opgenomen in verzamelbundel Mooi Meegenomen, L.J. Veen (2002), ISBN 9789020407150
- 'Kerstfeest in de woestijn', in Hollands Maandblad (2002)[18]

### Artikelen
Enkele artikelen waarnaar elders is gerefereerd:
- 'Vogels pikken het niet meer', Nieuwe Meerbode, gereproduceerd op de website van Vogelwerkgroep Amsterdam (april 2020).[19]
- 'Een drama: alwéér een mislukt broedseizoen voor de grutto', Het Parool (8 juni 2020)[20]
- 'Jaar van de Wilde Eend, wordt-ie toch afgeschoten' (opinie), NRC (6 september 2020)[21]
- 'Misschien wordt het tijd voor een Vogel Defence Force' (Opinie), Trouw (6 november 2020)[22]
- 'De vogel verdwijnt, een stiltewoestijn blijft over', Het Parool (3 januari 2021)[23]
- 'Na je pensioen op zoek naar een rode draad, een doel en meer zingeving? Tips van een pensionado', De Gelderlander (8 maart 2022).[24]